# Paus Johannes Paulus I
Paus Johannes Paulus I, geboren als Albino Luciani (Canale d'Agordo, 17 oktober 1912 – Vaticaanstad, 28 september 1978), was paus van de Rooms-Katholieke Kerk van 26 augustus 1978 tot aan zijn dood. Zijn pontificaat duurde 33 dagen. Hij is een zalige van de Kerk.
Johannes Paulus I was de opvolger van Paulus VI en werd al snel bekend als de "lachende paus". Voorafgaand aan zijn pontificaat was hij patriarch van Venetië. Hij was de eerste paus met een dubbele naam en de enige die het achtervoegsel I (= de eerste) aan zijn naam toevoegde.
Zijn optreden tijdens zijn korte pontificaat werd gekenmerkt door ruime aandacht voor catechese. Hij ging door voor een bescheiden man. Als eerste paus zag hij af van een kroning en bediende hij zich – behalve in teksten die voorbereid waren door de Curie – niet van het majesteitelijk meervoud. Na zijn plotselinge dood waren er speculaties over het al dan niet natuurlijke karakter daarvan.

## Jeugd en roeping

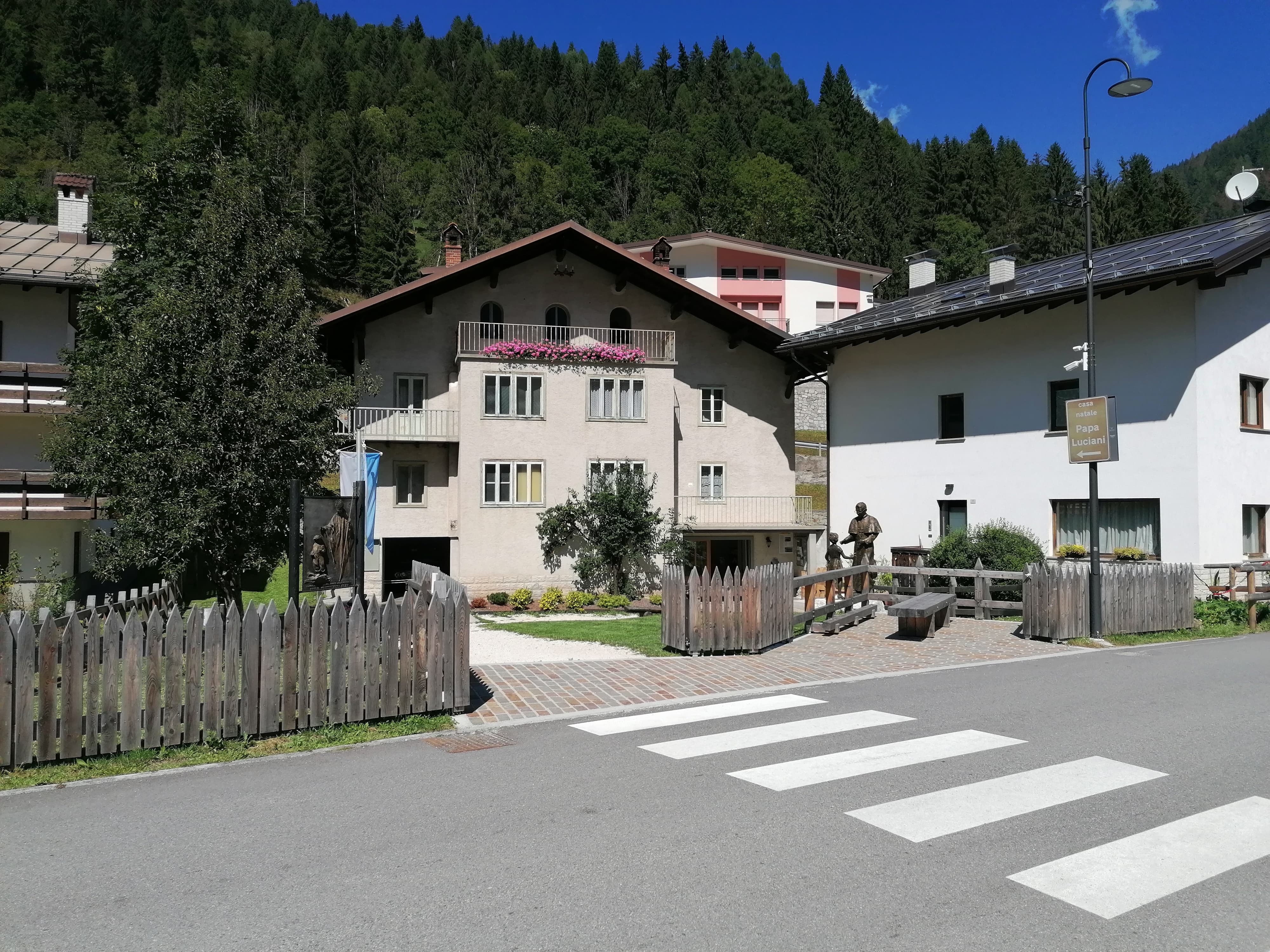
Geboortehuis van Albino Luciani in Forno di Canale

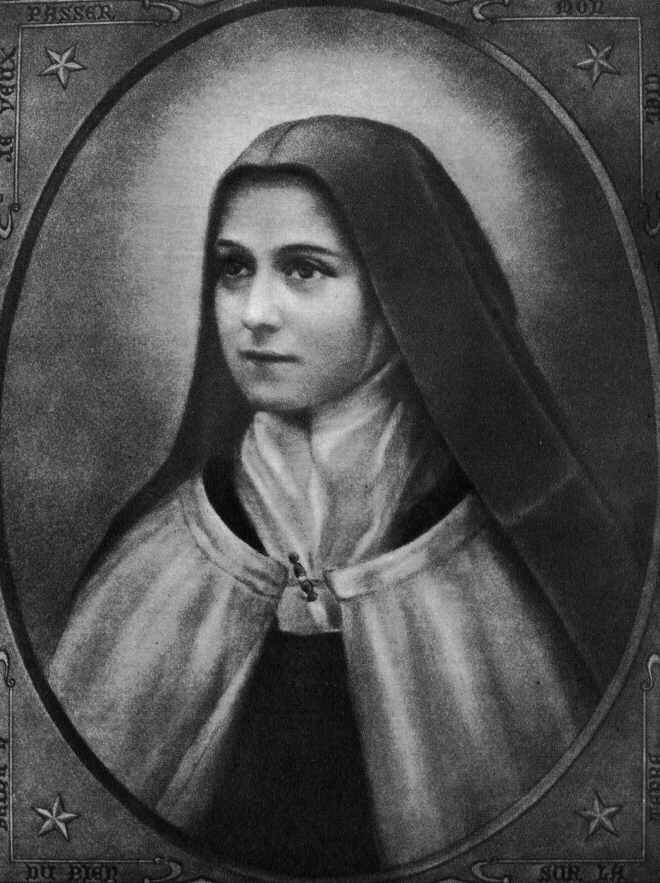
Portret van de heilige Theresia van Lisieux, naar wie Luciani tijdens zijn priesterschap meerdere malen verwees

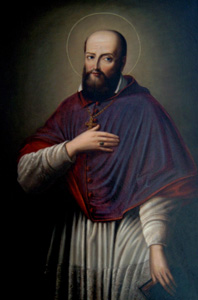
Portret van de heilige Franciscus van Sales, wiens levensbeschrijving een diepe indruk op hem maakte

Albino Luciani werd geboren als oudste zoon van Giovanni Luciani en Bartolomea Tancon. Bij de geboorte bestond grote bezorgdheid over zijn gezondheid. Om die reden werd hij vlak na de geboorte door de vroedvrouw gedoopt, waarbij hij de naam Albino kreeg, de naam van een vriend van zijn vader die in Duitsland door een ongeluk om het leven was gekomen. Twee dagen na zijn geboorte werd de doop bevestigd door de pastoor in de plaatselijke parochiekerk. Albino zou zijn hele leven een zwakke gezondheid kennen en periodes doormaken van zware pijnen.
Luciani’s vader was metselaar van beroep en werkte voornamelijk bij projecten in Duitsland en Zwitserland. Hij huwde tweemaal. Zijn echtgenote uit het eerste huwelijk, waaruit twee dove dochters waren geboren, overleed vroegtijdig. Bij werkzaamheden in Venetië kwam hij in contact met Bartolomea Tancon, die Bortola genoemd werd. Bartolomea, van wie aanvankelijk aangenomen werd dat zij kloosterlinge zou worden, stemde uiteindelijk toe in een huwelijk met de socialistische en antiklerikale Giovanni, onder voorwaarde dat haar kinderen een rooms-katholieke opvoeding zouden krijgen. Uit het huwelijk werden naast Albino nog twee zonen geboren, Federico (die jong overleed) en Edoardo, en een dochter, Antonina (Nina), die in juni 2009 als laatste van de Luciani-kinderen overleed.
Albino groeide op in het Noord-Italiaanse Forno di Canale (het huidige Canale d’Agordo), een dorp in de Dolomieten waar grote armoede heerste. De leefomstandigheden van de familie Luciani waren moeilijk, doordat het gebied zwaar gebukt ging onder de gevolgen van de Eerste Wereldoorlog. Omdat zijn vader vaak in het buitenland verbleef voor zijn werk, werd Albino door zijn moeder ingeschakeld bij het zoeken van voedsel. Volgens Albino’s jongere broer Edoardo hadden hij en zijn broers en zusters toch een gelukkige jeugd gekend.
Aan het dorpsplein stond de aan Johannes de Doper gewijde parochiekerk, die Albino in zijn jeugd vaak met zijn moeder bezocht. Albino zou verklaren dat hij bij binnenkomst van de kerk en bij het horen van de orgelmuziek de armoede vergat en dat de muziek hem leek te begroeten alsof hij een prins was. Later zou dit plein naar hem, de meest illustere zoon van het dorp, vernoemd worden en de naam Piazza Papa Luciani dragen.
Toen Albino tien jaar oud was, woonde hij een retraite bij van een kapucijner of minderbroeder. Hiervan raakte hij zo onder de indruk dat hij aangaf priester te willen worden, een voornemen dat gesteund werd door zijn moeder en de plaatselijke pastoor, Fillipi Carlo. Om naar het kleinseminarie te mogen had Albino echter de toestemming van zijn vader nodig. Hierop schreef hij een brief aan zijn vader, die op dat moment werkzaam was in Duitsland, waarin hij diens goedkeuring vroeg. Ondanks zijn antiklerikale houding stemde zijn vader in en sprak de hoop uit “dat je, als je eenmaal priester bent, de kant van de armen en arbeiders zult kiezen. Jezus koos ook hun kant.”
In 1923 ging Albino naar het kleinseminarie van Feltre. Hier verdiepte hij zich onder meer in het leven en werk van Franciscus van Sales, zoals beschreven in een speciale kindereditie van het werk van de heilige, de "Philothea", die hij van zijn moeder gekregen had. De levensbeschrijving zou een diepe indruk maken op de jonge Albino en ook op latere leeftijd bleef hij zich verdiepen in het leven en werk van Franciscus van Sales.
Toch gold Albino tijdens de eerste jaren aan het kleinseminarie niet als de meest toegewijde priesterstudent, wat hijzelf erkende toen hij patriarch was van Venetië. Door zijn grote interesse voor niet-kerkelijke literatuur en de bestudering van wetenschappelijke werken van onder andere Darwin vormde Albino aanvankelijk een wereldbeeld dat afweek van dat van de kerk, waarbij hij onder meer vraagtekens zette bij de authenticiteit van grote delen van het Oude Testament. In vroege publicaties zou Luciani opgeroepen hebben het Oude Testament te beschouwen als een fictief werk, dat door kinderen niet gelezen mocht worden. Over Mozes zou hij onder meer gezegd hebben: “Ik accepteer niet dat Mozes de heilige man was zoals de kerk en de films ons willen doen geloven. Mozes introduceerde het concept van fascisme in de westerse wereld, een ideologie gebaseerd op een rijke en arme samenleving, waarin kinderen geboren worden zonder gelijke kansen, lijdend aan armoede en honger.” Deze uitlatingen zouden hem verschillende malen op reprimandes komen te staan en een paar keer werd zelfs gedreigd met uitsluiting van het seminarie.
Na het kleinseminarie volgden vanaf oktober 1928 studies aan het grootseminarie Gregoriano in Belluno, waar Luciani uitblonk in geschiedenis, exegese en Latijn. Hier las hij verhalen over het leven van Theresia van Lisieux, wier spiritualiteit geïnspireerd was door het werk van Franciscus van Sales. In preken tijdens zijn latere priesterschap zou hij diverse malen aan beide heiligen refereren.

## Priester

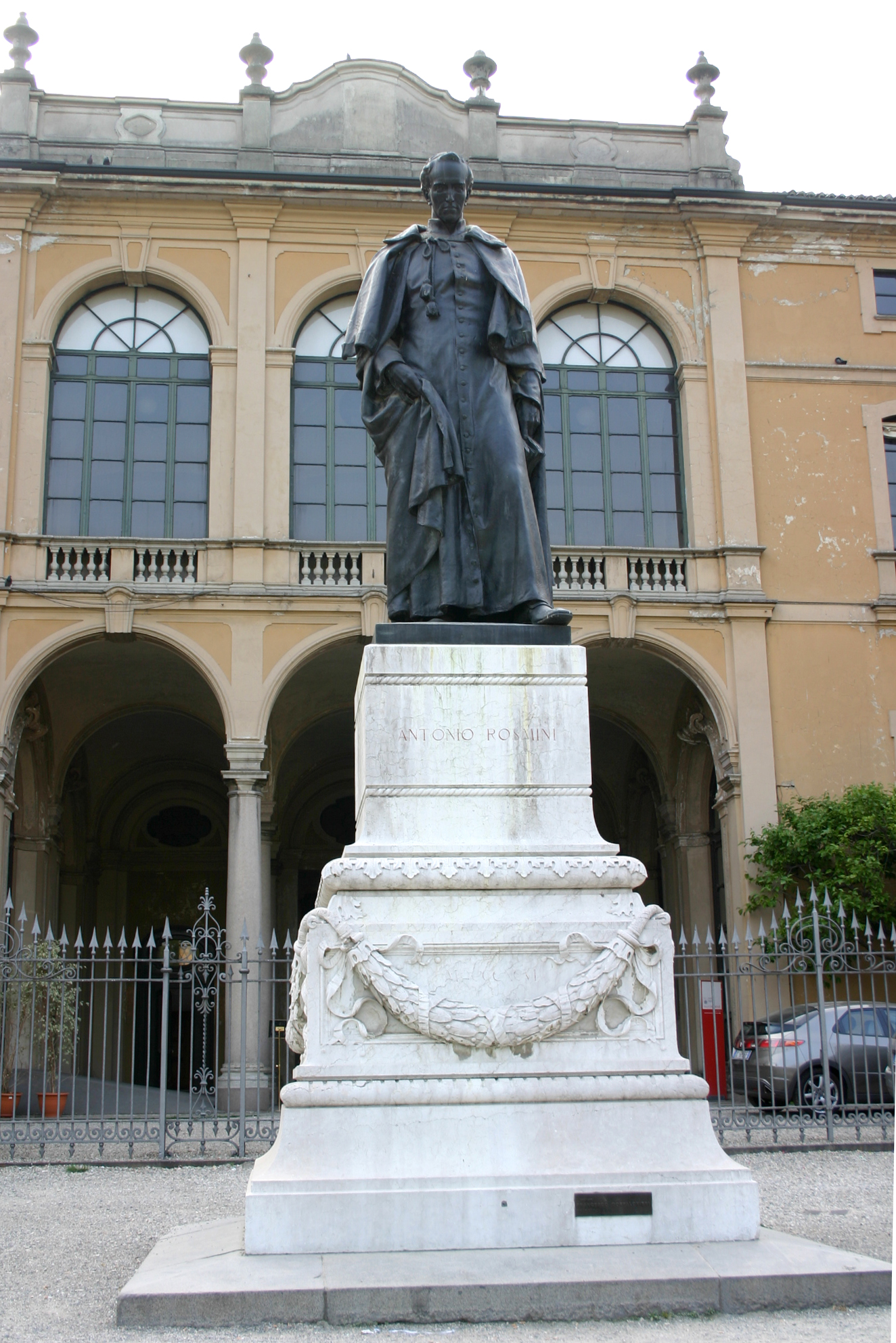
Standbeeld van Antonio Rosmini-Serbati, over wie Albino zijn proefschrift schreef en waarmee hij Magna cum laude afstudeerde

Op 7 juli 1935 werd Albino Luciani in de San Pietro-kerk te Belluno tot priester gewijd door de bisschop van Belluno, Giosuè Cattarossi. Na zijn wijding volgde de aanstelling tot kapelaan in zijn geboortedorp. In 1937 werd hij aangesteld als professor aan het grootseminarie te Belluno, waar hij onder meer moraaltheologie, dogmatiek, canoniek recht en gewijde kunst doceerde.
Luciani's ambitie om aan de Pontificia Università Gregoriana in Rome te promoveren stuitte op weerstand bij de rector van het grootseminarie. Voorwaarde om in Rome af te studeren was immers dat Luciani minimaal één jaar in Rome zou verblijven om zijn studies te voltooien, iets waarvoor de rector geen toestemming wilde geven. Uiteindelijk zou hem in 1941, door verzoeken van de rector en pater Felice Capello verbonden aan de universiteit te Rome, door paus Pius XII dispensatie verleend worden om zijn doctoraat geheel in Belluno voor te bereiden.
De studie vond plaats in de tijd dat Italië betrokken was in de Tweede Wereldoorlog. Luciani, die de zijde koos van het verzet, was zich er terdege van bewust dat te openlijk verzet tegen met name de Duitsers zou kunnen leiden tot represailles. Daarom riep hij zijn studenten op niet tussenbeide te komen wanneer zij getuigen waren van acties tegen verzetsbewegingen. Tegen het einde van de oorlog bood het seminarie wel onderdak aan leden van verzet.
Op 23 november 1946 promoveerde Luciani magna cum laude tot doctor in de theologie. Zijn proefschrift had als onderwerp De oorsprong van de menselijke ziel volgens Antonio Rosmini-Serbati. De priester en filosoof Rosmini was door zijn publicaties in de 19e eeuw een voor de Rooms-Katholieke Kerk omstreden figuur. Vooral de jezuïeten namen stelling tegen zijn uitspraken en zij slaagden erin het werk van Rosmini in 1849 op de Index librorum prohibitorum te plaatsen, wat inhield dat het niet door rooms-katholieken gelezen mocht worden. In 1854 werd het van de index gehaald, maar paus Leo XIII zou in 1887 met het decreet Post obitum veertig stellingen uit Rosmini’s werk veroordelen.
In zijn proefschrift trachtte Luciani de dwalingen van de filosoof te bewijzen, een gegeven dat gezien werd als zijn conservatieve houding. Na zijn pauskeuze kwam hij terug op zijn negatieve benadering van Rosmini en gaf hij toe dat de filosoof een priester was geweest die veel van de kerk gehouden had en die duidelijk de tekortkomingen van de kerk aangestipt had. Hij riep verder op tot een verzoening met de broeders van de door Rosmini opgerichte orde Paters van Liefdadigheid en wilde de opdracht geven om het decreet Post obitum, opnieuw te bestuderen.
Door de vroegtijdige dood van Luciani zou pas tijdens het pontificaat van paus Johannes Paulus II het onderzoek voltooid worden. De opheffing van de bepalingen uit het decreet, vastgelegd door een commissie waarbinnen Jozef Ratzinger – de latere paus Benedictus XVI - als prefect optrad, werd afgekondigd op 1 juli 2001. Antonio Rosmini zou in 2007 door paus Benedictus XVI zalig verklaard worden, nadat hij in 2006 al verheven was tot dienaar Gods.
Op 2 februari 1948 werd Luciani benoemd tot pro-vicaris-generaal van het bisdom Belluno-Feltre. In 1949 verscheen een boek van zijn hand: “Catechetica in briciole” (vertaling: Catechismuskruimels) en in 1950 werd zijn proefschrift gepubliceerd. Vanaf 6 februari 1954 was hij vicaris-generaal van hetzelfde bisdom.

## Bisschop vanVittorio Veneto
In 1955 werd Albino Luciani door de toen zittende bisschop van Belluno-Feltre, Gioacchino Muccin, bij de Heilige Congregatie voor het Consistorie voorgedragen als bisschopskandidaat. Paus Pius XII zou het verzoek niet honoreren, mede op basis van een rapport waarin gewezen werd op de zwakke gezondheid van Luciani, zijn magere postuur en de aanwezigheid van ten minste één minderbegaafde zus in zijn familie. Luciani had echter het bisschopsambt niet geambieerd. Nog geen jaar daarvoor was hij lange tijd opgenomen in een sanatorium en had hij een verzoek ingediend om priester te worden in een bergdorp, wat geweigerd werd.
Na de verkiezing van Angelo Roncalli tot paus Johannes XXIII werd opnieuw Luciani’s naam genoemd voor een eventuele bisschopsbenoeming. Zonder acht te slaan op de in 1955 geuite bezwaren ging de paus direct akkoord met zijn benoeming. Johannes XXIII zei dat hij hem kende, iets wat Luciani zelf zou relativeren door te stellen dat hij Johannes XXIII in zijn vroegere functie als patriarch van Venetië slechts enkele malen in de trein gesproken had en dat “hij [Johannes XXIII] voornamelijk aan het woord was”. Toch wilde Albino zijn op handen zijnde benoeming opnieuw weigeren, waarbij hij wees op zijn zwakke gezondheid en met name op zijn ademhalingsproblemen. Johannes antwoordde hierop: “Voortreffelijk. Als dat het enige is, stuur ik je naar Vittorio Veneto. Het bisschoppelijk paleis ligt daar op een heuvel. De luchtkwaliteit is goed en zal je goed doen!”

Pauselijk wapenschild van Albino Luciani. Hier zijn duidelijk de zes rotsen en de drie sterren die verwijzen naar Geloof, Hoop en Liefde te zien.

Op 27 december 1958 werd hij door paus Johannes XXIII tot bisschop gewijd in de Sint-Pietersbasiliek. Als wapenspreuk koos hij voor Humilitas (= nederigheid), dit in navolging van de heilige Carolus Borromeüs. Zijn wapenschild verwees met een zestal rotsen naar de Dolomieten (zijn geboortestreek) en met drie sterren naar de christelijke deugden Geloof, Hoop en Liefde, alsmede naar zijn achternaam Luciani (luce = licht). Toespraken tijdens vier audiënties als paus zouden gewijd zijn aan deze drie deugden en de nederigheid. De leeuw boven in het wapen verwijst naar de evangelist Marcus, patroon van Venetië.
Tijdens zijn episcopaat liet Luciani het retraitehuis in Vittorio Veneto moderniseren. Hij organiseerde er jaarlijkse retraites (stilte- en verdiepingsweken) voor de priesters van zijn bisdom. Hij reorganiseerde de bisschoppelijke archieven en ondersteunde de missie. Hij 'adopteerde' het bisdom Ngozi in Burundi en stuurde talloze priesters uit zijn bisdom naar dat Afrikaanse land. Met geld van de parochianen van Vittorio Veneto werd in Kitega een nieuwe kathedrale kerk gebouwd. In 1966 woonde Luciani de wijding van de kerk bij, maar weigerde om als hoofdcelebrant op te treden bij de Heilige Mis. Hij vond dat André Makarakiza, de bisschop van Ngozi dat moest doen. "Wij zijn hier alleen maar om een helpende hand te bieden", zei Luciani.
In augustus 1962 werd aan Luciani een zaak voorgelegd van twee priesters die met geld van de kerk gespeculeerd hadden en daarbij veel geld verloren hadden ten koste van kleine spaarders. Hij besloot af te zien van het verschoningsrecht, een regeling waardoor de kerk eventueel niet op hoefde te draaien voor de kosten. Hij was van mening dat de gedupeerden gecompenseerd moesten worden en dat de priesters hun straf niet mochten ontlopen. Door de verkoop van kerkelijke bezittingen, waaronder een kerkgebouw en de veroordeling van een van de priesters tot een jaar gevangenisstraf, werd de zaak afgewikkeld. Met dit optreden wilde Luciani onderstrepen dat hij een kerk der armen vertegenwoordigde.
Als bisschop van Vittorio Veneto kreeg hij ook te maken met een klein schisma in Montaner, een buurtschap in de gemeente Sarmede. Daar was een bijzonder geliefde pastoor overleden. Deze was populair omdat hij in de Tweede Wereldoorlog tegen het fascisme was opgestaan, wat hem een gevangenisstraf had opgeleverd. Na zijn overlijden benoemden de parochianen diens kapelaan tot nieuwe priester. Albino Luciani, die volgens het canoniek recht de enige was die priesters kon benoemen, aanvaardde deze benoeming niet. De bevolking van Montaner hield evenwel vast aan de keuze. Hierop toog de bisschop van Vittorio Veneto naar Montaner en haalde - onder rugdekking van de Carabinieri - de Heilige Hosties uit het tabernakel van de kerk van Montaner. Daarop leek het schisma compleet. De kapelaan ging van nu af aan voor in een mis die volgens de Byzantijnse ritus werd gevierd. Een deel van de gelovigen volhardde in deze nieuwe richting, een ander deel sloot zich later weer aan bij de Rooms-Katholieke Kerk.
Luciani nam deel aan het door paus Johannes XXIII bijeengeroepen Tweede Vaticaans Concilie om er “te leren in plaats van te onderwijzen”. Zijn inbreng was beperkt, maar de resultaten van het concilie zouden hun weerslag vinden binnen zijn eigen bisdom. Zo drong Albino er bij de seminariestudenten erop aan nieuwe theologische visies te bestuderen en werden de leraren naar bijscholingscursussen gestuurd.
Een belangrijke kwestie binnen de kerk werd het standpunt inzake de geboorteregeling. Het door Johannes XXIII begonnen onderzoek naar de wenselijkheid van het toestaan van de pil zou een belangrijk stempel drukken op het pontificaat van paus Paulus VI, die met zijn encycliek Humanae Vitae, gepubliceerd op 25 juli 1968, deze vorm van geboortebeperking ten stelligste afwees, omdat zij niet zou stroken met de rooms-katholieke leer.
In de periode waarin het onderzoek naar de wenselijkheid van het toestaan van de pil plaatsvond (1962–1968), kreeg Luciani van kardinaal Giovanni Urbani de opdracht zijn visie over dit onderwerp in een rapport weer te geven. Luciani, die getuige was van de grote armoede waarin de grote gezinnen moesten leven, waaronder dat van zijn broer Edoardo (tien kinderen), meende dat inzake de geboortebeperking de kerk een progressiever standpunt zou kunnen innemen. Hij weigerde echter een definitief besluit van de paus naast zich neer te leggen, zoals verwoord in een preek tot zijn gelovigen in Vittorio Veneto, waarin hij priesters opriep vast te houden aan de richtlijnen van de paus, totdat hij eventueel een nieuwe uitspraak zou doen.
Luciani's reactie op de verschijning van Humanae Vitae was zoals verwacht: hoewel hij gehoopt had dat de paus geluisterd zou hebben naar de roep van vele echtparen om de pil toe te staan, meende hij dat de nieuwe richtlijnen van Paulus VI inzake het huwelijkse leven een garantie voor het welzijn van de mens en het gezin beoogden. Hij weigerde echter echtelieden te veroordelen, die eventueel wel aan bewuste geboortebeperking deden en riep priesters op om zich met name in de persoonlijke omstandigheden van de echtparen te verdiepen alvorens tot een afwijzing van hun gedrag te komen.
Tijdens het Tweede Vaticaans Concilie raakte Luciani onder andere bevriend met de Poolse kardinaal Stefan Wyszyński. Over de rol van de Rooms-Katholieke Kerk in Polen zou eerstgenoemde zeggen dat deze in de nabije toekomst een belangrijke rol zou spelen, met name door de grote devotie voor de maagd Maria die het Poolse volk ten toon spreidde.

## Patriarch van Venetië en kardinaal

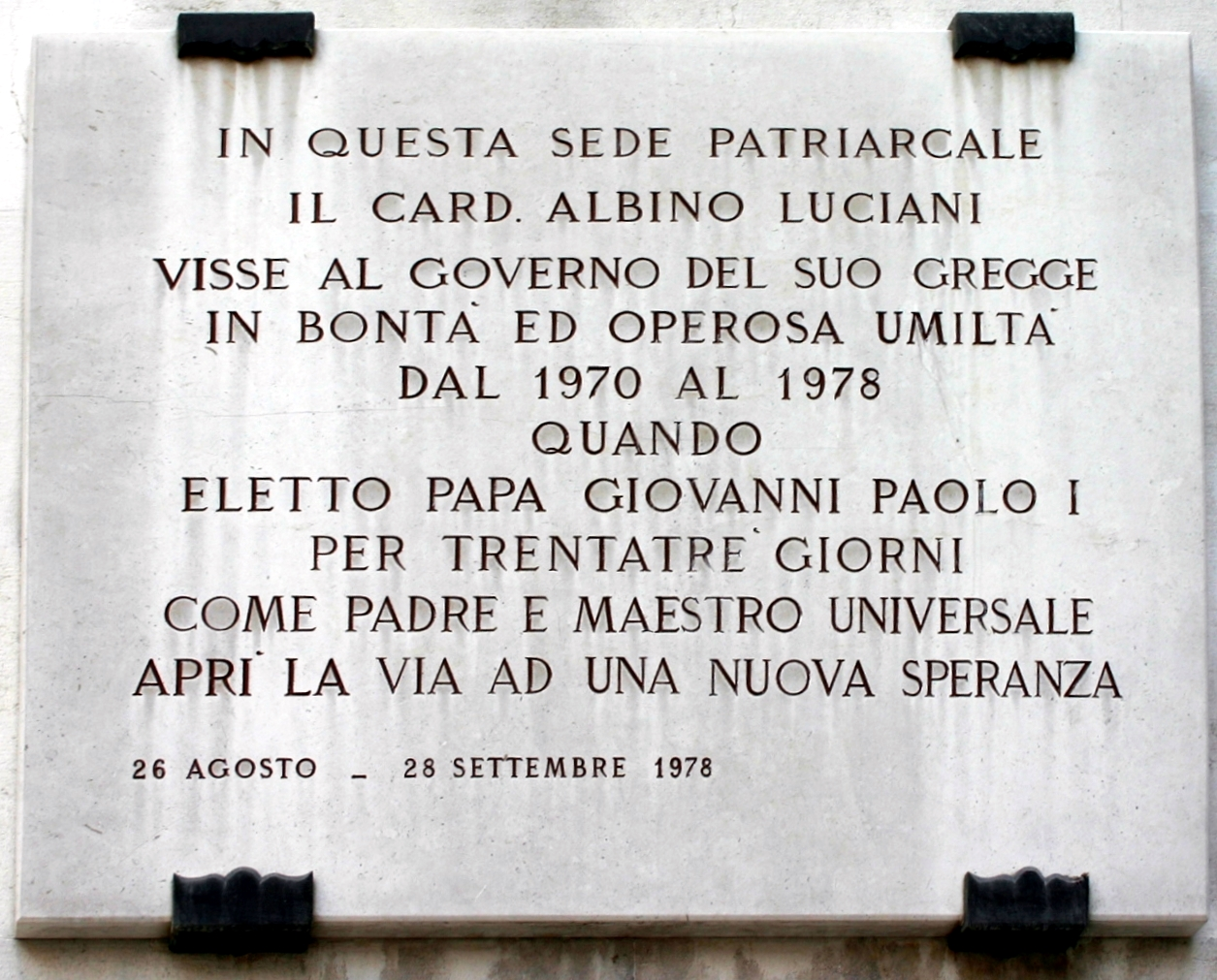
Gedenkplaat op het patriarchaal paleis van Venetië

Op 17 september 1969 overleed de toenmalige patriarch van Venetië, kardinaal Giovanni Urbani. Als opvolger circuleerden de namen van Antonio Samorè, die door zijn conservatieve denkbeelden door de Venetianen niet gewenst werd, en Albino Luciani, die aanvankelijk voor de eer bedankte, maar uiteindelijk onder druk van het Vaticaan de benoeming aanvaardde. Na zijn officiële benoeming op 15 december 1969 nam Luciani op 3 februari 1970 tijdens een eucharistieviering bezit van zijn aartsbisdom. Op zijn verzoek zag men af van de gondelprocessie, waarmee traditiegetrouw een nieuwe patriarch werd binnengehaald.

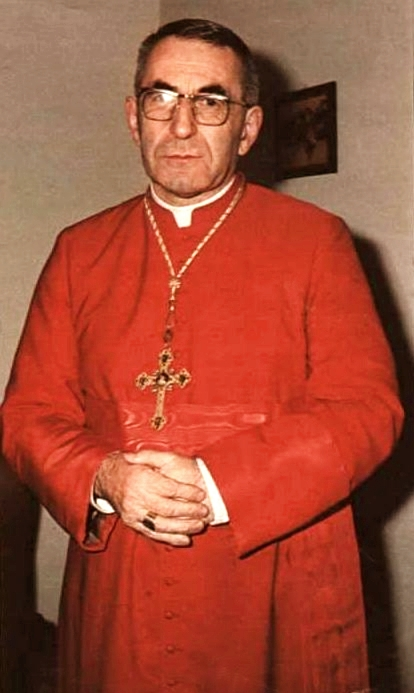
Kardinaal Luciani (1969)

Het aartsbisdom Venetië kende grote tegenstellingen: enerzijds was er de grandeur voortkomend uit eeuwenoude tradities, anderzijds een grote armoede, overbevolking en vervuiling zoals in de industriële centra Mestre en Marghera. Wat Luciani direct opviel was echter de religieuze desinteresse, waarop hij besloot al zijn aandacht te richten op het pastorale werk. Centraal daarbij stond dat hij zichzelf beschouwde als aanspreekpunt voor alle gelovigen en opkwam voor hun belangen. Zo trad hij diverse malen op als bemiddelaar (met wisselend succes) tussen arbeiders en werkgevers wanneer er sprake was van een conflict of wanneer ontslagen op grote schaal dreigden. Hiermee hoopte hij het lot van de arbeiders te verbeteren en armoede te voorkomen.
Albino Luciani was bijzonder begaan met een tehuis voor verstandelijk gehandicapte kinderen. Toen dit tehuis in financiële moeilijkheden dreigde te geraken, verkocht hij een deel van het Venetiaans liturgisch vaatwerk, evenals een gouden ketting die hem - bij gelegenheid van zijn bisschopswijding - door Paus Johannes XXIII was geschonken en nog aan paus Pius XII had toebehoord.
Zijn optreden in Venetië vond veel waardering bij paus Paulus VI, die de patriarch afvaardigde naar de algemene bisschoppensynode (30 september – 6 november 1971), waarin het ministeriële priesterschap en de rechtvaardigheid in de wereld centraal stonden. Tijdens de synode riep Luciani de rijkere kerken op om zichzelf een jaarlijkse belasting van 1% op te leggen en het geld aan te wenden voor de arme landen. In september 1972 bezocht paus Paulus VI de stad Venetië. Tijdens een grootse ontvangst op het San Marcoplein maakte de paus een gebaar naar Luciani door publiekelijk zijn stola af te doen en deze om de schouders van de patriarch te hangen. Tijdens het Angelus op 27 augustus 1978, de dag na zijn verkiezing tot paus, verwees Luciani naar deze gebeurtenis:
"...hij [Paulus VI] liet me ten overstaan van 20.000 mensen blozen tot aan mijn haarwortels, omdat hij zijn stola afnam en haar om mijn schouders legde. Nooit heb ik zo gebloosd!"
Het gebaar van de paus werd door velen gezien als een aanwijzing voor een op handen zijnde benoeming van Luciani tot kardinaal, een benoeming die zes maanden later zou volgen. Tijdens het consistorie van 5 maart 1973 werd Albino Luciani tot kardinaal-priester gecreëerd, waarbij hem als titelkerk de Basiliek van San Marco in Rome werd toegewezen.
Hoewel Luciani’s maatschappelijke optreden beschouwd werd als progressief, werd hem echter verweten dat hij jegens de kerkelijke leer een conservatieve houding aannam. Deze opvatting kwam voort uit zijn onvoorwaardelijke trouw aan het gezag van de paus. Had hij eerder als bisschop paus Paulus’ standpunt inzake geboortebeperking verdedigd, toen een referendum werd gehouden over het toestaan van echtscheidingen, verbood Luciani de Italiaanse katholieke jeugdorganisatie FUCI (Federazoni Universitaria Cattolica Italiana) dit initiatief te steunen. Volgens Mario Senigaglia, privésecretaris van de patriarch, was Luciani’s verzet tegen het optreden van de FUCI voortgekomen uit het feit dat deze organisatie een Bijbelcitaat had gebruikt om haar standpunt te rechtvaardigen. Luciani's visie op echtscheiding "was meer verlichtend dan de mensen dachten. Hij aanvaardde gescheiden mensen en ook hen die zoals de kerk zegt 'in zonde leven'".
Onder priesters en bisschoppen was er kritiek op de werkwijze van Albino Luciani, die volgens hen zijn ambt als patriarch niet waardig was. Zo ontwikkelde Luciani de gewoonte om - bij wijze van preek - kleine kinderen te interviewen vooraan in de kerk. Ook publiceerde hij artikelen in verscheidene kranten (Gazettino di Venezia en later in de Messaggero di sant'Antonio), waaronder brieven aan beroemde en fictieve mensen als Dickens, Goethe, Hippocrates, Koning David, Pinocchio, Petrarca en aan Jezus. Deze brieven zouden in 1976 gebundeld worden en als boek onder de titel Illustrissimi worden uitgebracht.
Het grootste verwijt aan het adres van Luciani was zijn optreden met betrekking tot de verkoop van de Banca Cattolica Veneto, de huisbank van het aartsbisdom, waar in het verleden tegen lage rente geld geleend kon worden voor charitatieve initiatieven. Zonder medeweten van de patriarch van Venetië was de bank door de directeur van de Vaticaanse Bank, Paul Marcinkus, verkocht aan Roberto Calvi, eigenaar van de Banco Ambrosiano te Milaan. Hierdoor was de Banca Cattolica Veneto een reguliere bank geworden, waar geld werd uitgeleend tegen de geldende, hogere interesttarieven. Hoewel Luciani zich fel verzette tegen deze gang van zaken en zelfs naar Rome ging om verhaal te halen, bleek dat de verkoop niet meer ongedaan gemaakt kon worden. Uit onvrede met deze situatie besloot hij met vele anderen de bankrekening van het aartsbisdom op te heffen en de rekeningen onder te brengen bij de Banco San Marco te Venetië.
In 1977 bezocht Luciani ter gelegenheid van de zestigste verjaardag van de verschijningen het heiligdom van Onze-Lieve-Vrouw van Fátima, in Portugal. Hij had bij deze gelegenheid een langdurig onderhoud met zuster Lucia, een van de drie kinderen aan wie de Maagd Maria verschenen zou zijn. Volgens François de Marie des Anges zou Lucia Luciani hebben ingelicht over het derde geheim van Fátima, dat naar verluidt op hemzelf betrekking had. Luciani's onverwachte dood is door deze auteur in verband gebracht met het derde geheim.

## Paus

### Conclaaf

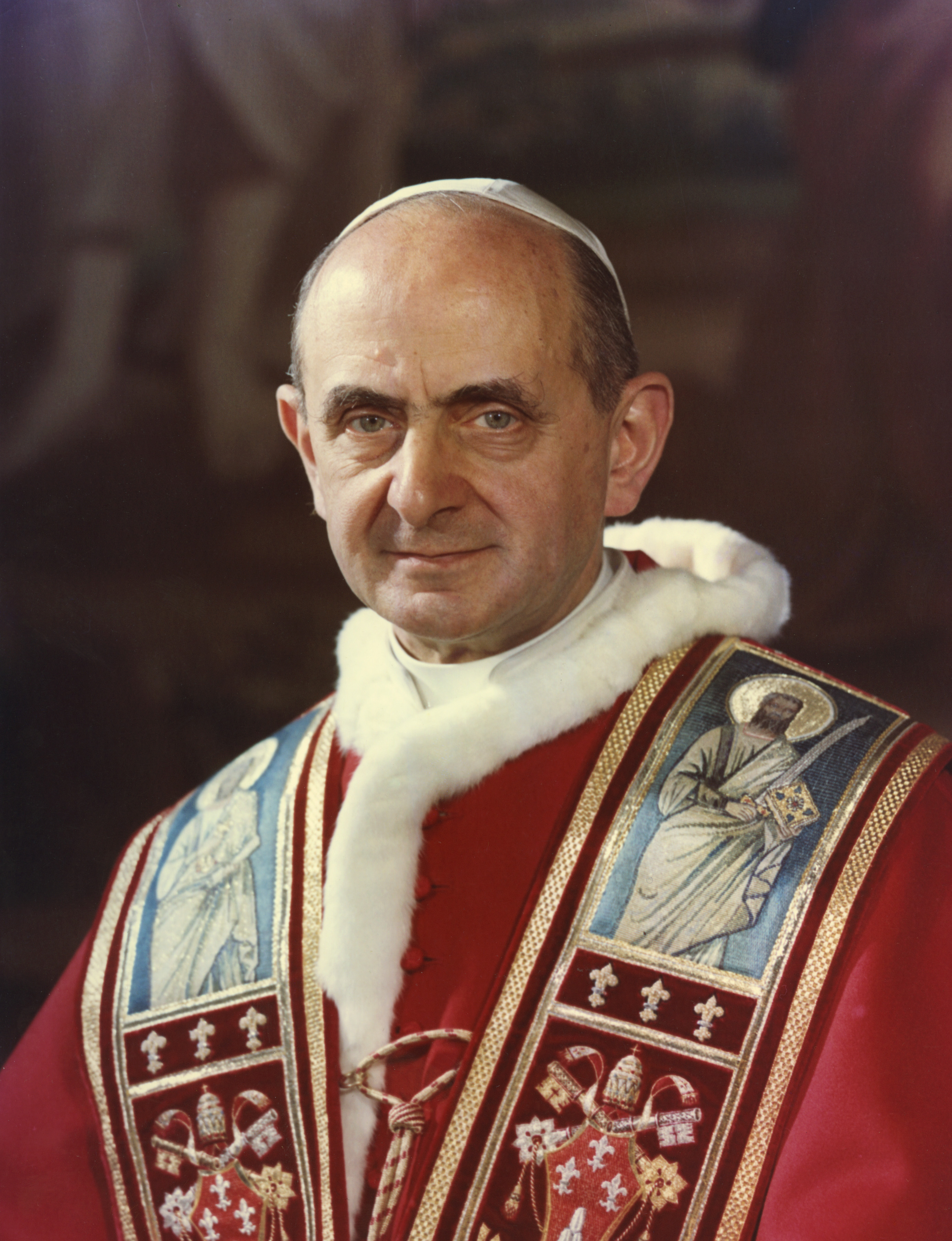
Paus Paulus VI, de voorganger van Albino Luciani (begin 1969)

Het tijdens een sedisvacatie gebruikte wapen van de kardinaal-kamerheer (als teken van zijn waardigheid plaatst de kardinaal de sleutels en een "ombrellino" of baldakijn boven zijn wapenschild)

Op 6 augustus 1978 om 21.40 uur overleed paus Paulus VI te Castel Gandolfo aan de gevolgen van een hartaanval. Tijdens zijn pontificaat had hij wijzigingen aangebracht in de regelingen die betrekking hebben op het College van Kardinalen. De meest ingrijpende was zijn motu proprio Ingravescentem Ætatem geweest, waarin bepaald werd dat kardinalen van tachtig jaar en ouder uitgesloten waren van deelname aan het conclaaf. Andere bepalingen, zoals onder meer verwoord in de apostolische brief Ecclesiae Sanctae van 6 augustus 1966, hadden ervoor gezorgd dat prelaten van 75 jaar of ouder vrijwillig hun ontslag moesten indienen bij de paus. Hierdoor konden nieuwe, jongere kerkelijke functionarissen worden aangesteld die vaak direct verheven werden tot kardinaal. Deze nieuwe benoemingen resulteerden in een verschuiving van de kardinaalsverdeling per continent/nationaliteit.
Aanvankelijk telde het kiescollege 115 kardinalen. Kardinaal Paul Yü Pin, aartsbisschop van Nanking in (China), overleed echter tijdens de sedisvacatie (= het interregnum in het Vaticaan) op 16 augustus. Drie andere kardinalen, Valerian Gracias uit India, John Joseph Wright uit de Verenigde Staten en Bolesław Filipiak uit Polen, meldden zich af wegens ziekte. 
| Herkomst van de aan het conclaaf deelnemende kardinalen | Herkomst van de aan het conclaaf deelnemende kardinalen | Herkomst van de aan het conclaaf deelnemende kardinalen | Herkomst van de aan het conclaaf deelnemende kardinalen | Herkomst van de aan het conclaaf deelnemende kardinalen | Herkomst van de aan het conclaaf deelnemende kardinalen |
| Conclaaf                                                | Europa                                                  | Azië                                                    | Afrika                                                  | Amerika                                                 | Australië Oceanië                                       |
| ------------------------------------------------------- | ------------------------------------------------------- | ------------------------------------------------------- | ------------------------------------------------------- | ------------------------------------------------------- | ------------------------------------------------------- |
| 1963 Paulus VI                                          | 53                                                      | 7                                                       | 1                                                       | 18                                                      | 1                                                       |
|                                                         | 66%                                                     | 9%                                                      | 1%                                                      | 23%                                                     | 1%                                                      |
| Augustus 1978 Johannes Paulus I                         | 56                                                      | 8                                                       | 13                                                      | 30                                                      | 4                                                       |
|                                                         | 50%                                                     | 7%                                                      | 12%                                                     | 27%                                                     | 4%                                                      |

Voorafgaand aan het conclaaf werd door de (inter)nationale pers gespeculeerd over de kansen van diverse kardinalen. Daarbij vielen vaak de namen van de Italiaanse kardinalen Giuseppe Siri, aartsbisschop van Genua, en Sergio Pignedoli, die verbonden was aan de Romeinse Curie. Siri gold als de kandidaat van de conservatieven, omdat hij een conservatieve uitleg gaf aan de uitkomsten van het Tweede Vaticaans Concilie. Pignedoli, die een voortzetting van het beleid van Paulus VI voorstond, gold als progressief. Andere papabile kandidaten waren de kardinalen Sebastiano Baggio en Giovanni Benelli; laatstgenoemde zou een belangrijk stempel drukken op de uiteindelijke verkiezing van Albino Luciani.
Bij zijn vertrek uit Venetië was Albino Luciani ervan overtuigd dat hij niet gerekend moest worden als kansrijk voor de opvolging, een uitspraak die hij ten overstaan van de verzamelde pers in Rome herhaalde. In een brief aan zijn nicht Pia, geschreven op 24 augustus 1978, schreef hij dat hij geen idee had hoelang het conclaaf zou gaan duren, maar dat hij ervan overtuigd was dat hij geen gevaar liep. Tegen zijn secretaris Mario Senigaglia had hij gezegd, dat de tijd daar was voor een kandidaat uit de Derde Wereld, waarbij hij dacht aan de Braziliaanse kardinaal Aloísio Lorscheider.
In de vierde stemronde op de tweede dag van het conclaaf werd Albino Luciani verkozen tot paus. Zijn eerste woorden tot de kardinalen schijnen geweest te zijn: "Moge God jullie vergeven wat jullie mij hebben aangedaan", en na een paar minuten zwijgen: "Accepto" (="ik aanvaard het").
Onverwacht en uit respect voor zijn beide voorgangers nam hij de dubbele naam Johannes Paulus aan, omdat hij door Johannes XXIII tot bisschop was benoemd en door Paulus VI tot kardinaal verheven. Hij zei erbij "noch over de wijsheid des harten van Johannes, noch over de cultuur en voorbereiding van Paulus te beschikken", maar "op hun plaats te staan", en daarom vroeg hij "herdacht te worden in de gebeden van ieder".
Veel kardinalen die deelnamen aan het conclaaf waarin Luciani verkozen werd, verwachtten een lang pontificaat. De nieuwe paus was immers nog jong. Hij maakte van meet af aan meer de indruk van een 'pastor' dan van een prelaat. Hij was de eerste paus sinds tijden die niet een uitgebreide loopbaan had gehad binnen de Romeinse Curie. Rome en Vaticaanstad waren relatief nieuw voor hem. Dat had als nadeel dat hij - zoals hij zelf aangaf - weinig bekend was met wat er van hem werd verwacht, maar als voordeel dat hij weinig vijanden binnen de Curie of het College van Kardinalen leek te hebben. Hoe weinig hij zelf rekening gehouden leek te hebben met zijn verkiezing bleek al bij de eerste balkonscène, waarbij zijn warrige wilde haren het meeste opvielen. Over het algemeen zorgen papabili er namelijk voor netjes gekapt te zijn.

### 33 dagen
Op 27 augustus, de dag na het conclaaf, richtte paus Johannes Paulus I zich in zijn eerste toespraak tot de aanwezige kardinalen en bisschoppen en tot alle gelovigen wereldwijd. Na opnieuw gewezen te hebben op de zwaarte van de taak waartoe hij was verkozen, wilde hij allen informeren over hoe hij als paus zijn ambt wilde vervullen. Johannes Paulus I maakte duidelijk in de lijn van zijn voorgangers, die een grote inzet hadden getoond voor het pastorale werk (paus Pius XI tot en met paus Johannes XXIII), te willen functioneren. Het belang hiervan zou hij op 7 september onderstrepen door in een toespraak gericht aan de clerus van Rome te wijzen op de verantwoordelijkheid van geestelijken voor de gelovigen, maar ook voor zichzelf. De paus verkondigde dat meditatie een belangrijk hulpmiddel was om rust te vinden, wat zijn weerslag zou hebben op de gelovigen. Een ander aspect was de liefde die de priester moest hebben voor zijn baan. Priesters zeiden vaak niet begrepen of gewaardeerd te worden, waardoor zij ontmoedigd raakten. Hoewel Johannes Paulus I toegaf dat hij als bisschop ook vaak tekortgeschoten was in het prijzen van zijn priesters, verwees hij naar de woorden van Franciscus van Sales dat elke roeping zijn problemen kende, maar dat er gewaakt moest worden voor de gedachte dat anderen het altijd beter hadden.
De daarop volgende dagen vonden de voorbereidingen plaats van de ophanden zijnde viering van Johannes Paulus’ ambtsaanvaarding, die zou plaatsvinden op 3 september 1978. Hierbij gaf de nieuwe paus te kennen niet met de tiara te willen worden gekroond, maar slechts in zijn ambt te willen worden bevestigd door de oplegging van het pallium. Aanvankelijk verwierp hij ook het idee om zich zittend in de Sedia Gestatoria – de pauselijke draagstoel - binnen het Vaticaan te laten verplaatsen, maar omdat hij klein van postuur was en belang hechtte aan het feit dat hij contact had met de aanwezigen, kwam hij uiteindelijk op deze beslissing terug. Zijn voorganger Paulus VI was weliswaar in 1963 nog wel met de tiara gekroond, maar hij had deze driekroon afgestaan ten behoeve van de armen en daarna ook nooit meer gedragen. Zijn opvolger paus Johannes Paulus II zag datzelfde jaar nog ook van een kroning af. De daaropvolgende paus, Benedictus XVI, zou in 2005 de tiara zelfs helemaal van het pauselijk wapen weglaten en vervangen door de mijter.
Op bestuurlijk niveau werd de Franse kardinaal Jean-Marie Villot opnieuw tot kardinaal-staatssecretaris aangesteld, een functie die hij al sinds 1969 vervulde. Ook werden de kardinaalprefecten van de verschillende Congregaties binnen de Romeinse Curie herbenoemd. Johannes Paulus I verrichtte maar één hoge Curie-benoeming, namelijk die van de Beninse kardinaal Bernardin Gantin tot voorzitter van de Pauselijke Raad "Cor Unum".
Tijdens een van de ontvangsten die gehouden werden voor de gedelegeerden die op de feestelijkheden van de benoeming van Johannes Paulus I waren afgekomen vond een spijtig voorval plaats: de Russisch-orthodoxe metropoliet van Leningrad - het huidige Sint-Petersburg - Boris Georgievich Rotov Nikodim, stierf op 5 september tijdens een privé-audiëntie bij de paus; het was Johannes Paulus zelf die hem de absolutie verleende.
Evenals zijn voorganger, paus Paulus VI, besloot Johannes Paulus I tijdens wekelijkse audiënties de verzamelde gelovigen toe te spreken en godsdienstige kwesties te bespreken. Hierbij verwees hij niet alleen naar puur theologische of religieuze werken, maar haalde hij ook anekdotes of gebeurtenissen aan uit het dagelijkse leven alsmede verhalen uit de wereldliteratuur.
Zijn betrokkenheid bij kinderen kwam tot uiting, doordat hij tijdens deze audiënties kinderen een rol gaf bij zijn betoog. Zo ondervroeg hij op 6 september een jongen uit Malta en vroeg hem hoe hij de rol van zijn ouders zag en de rol die de jongen zou moeten spelen wanneer zijn ouders oud zouden zijn en hulp behoefden. Het betrekken van kinderen bij deze speciale gelegenheden stamde al uit de tijd dat hij bisschop was; tijdens heilige missen liet hij hen naar voren komen, waarna hij een kort interview met het kind in kwestie hield.
In een toespraak op 27 september tijdens het Ad Limina-bezoek - een verplicht bezoek van bisschoppen aan Rome - van Filipijnse bisschoppen ging Johannes Paulus I in op de verspreiding van het Evangelie. Hij riep de Filipijnse bisschoppen op om de gelovigen vooral te wijzen op het eeuwige leven en tevens sprak de paus de hoop uit dat het werk van de kerk in de Filipijnen een voorbeeld zou vormen voor de rest van de Aziatische landen.
Bijzondere aandacht ging echter uit naar Johannes Paulus’ voorganger Paulus VI, die er - in de ogen van de paus - ondanks de vele kritiek in geslaagd was invulling te geven aan de besluiten van het Tweede Vaticaans Concilie. Het was het voornemen van Johannes Paulus deze besluiten te handhaven en te verdiepen. Dit benadrukte hij tijdens het ad limina-bezoek van Amerikaanse bisschoppen (21 september) door de aanwezige geestelijken te wijzen op de betekenis van het gezin en op de noodzaak om de status ervan te handhaven. De heiligheid van het gezin was immers, conform de besluiten tijdens het Tweede Vaticaans Concilie, hét middel om vernieuwing binnen de kerk te realiseren. In de ogen van Johannes Paulus I was het dan ook ondenkbaar dat de huwelijksband tussen man en vrouw verbroken kon worden en het was onder meer de taak van geestelijken om erop toe te zien dat eventuele problemen overwonnen werden.
Door zijn vroegtijdige dood vonden er slechts vier algemene audiënties plaats. En doordat hij tijdens zijn pontificaat geen encyclieken uitbracht, geven zijn toespraken het beste weer wat de voorstellingen waren die Johannes Paulus I had van geloof en kerk:

#### 1e audiëntie: De kunst van het goed zijn…
Zo geloof ik in de Heer, die Zich aan mij heeft geopenbaard.
Als inleiding tot zijn eerste audiëntie op 6 september 1978 ging Johannes Paulus I in op de betekenis van het pausschap - de paus is slechts de grote broer van de bisschoppen - en prees hij de precies een maand daarvoor overleden paus Paulus VI. In navolging van zijn voorganger maakte Johannes Paulus ook duidelijk de wekelijkse audiënties te willen voortzetten als een vorm van catechese voor de moderne tijd.
In het vervolg van zijn toespraak ging de paus in op de betekenis van de geboden. God heeft ons een lichaam gegeven, een geestelijke ziel en een goede wil. Maar het onderhouden daarvan is belangrijk en daarvoor zijn de geboden bedoeld. Speciale aandacht ging uit naar de omgang met de medemensen, die volgens Johannes Paulus I ingedeeld konden worden in verschillende categorieën. Elke categorie kende daarbij haar eigen benadering. Ouders en leidinggevenden (staat en overheid) verdienden eerbied en gehoorzaamheid, gelijken moesten kunnen rekenen op rechtvaardigheid en liefde, terwijl aan de zwakkere medemens barmhartigheid betoond moest worden.
Voor het in het reine komen met jezelf was, volgens de paus, 'nederigheid' belangrijk. De paus besefte dat mensen geneigd waren op de voorgrond te treden, maar adviseerde toch bescheiden te blijven.
Johannes Paulus I riep de aanwezigen ten slotte op om samen met hem te bidden voor het welslagen van het vredesoverleg in Camp David, de plaats waar Egypte, Israël en de Verenigde Staten op zoek waren naar oplossingen om een einde te maken aan de voortdurende oorlogen in het Midden-Oosten die ook een land als Libanon volledig uitgeput hadden.

#### 2e audiëntie: Het Geloof

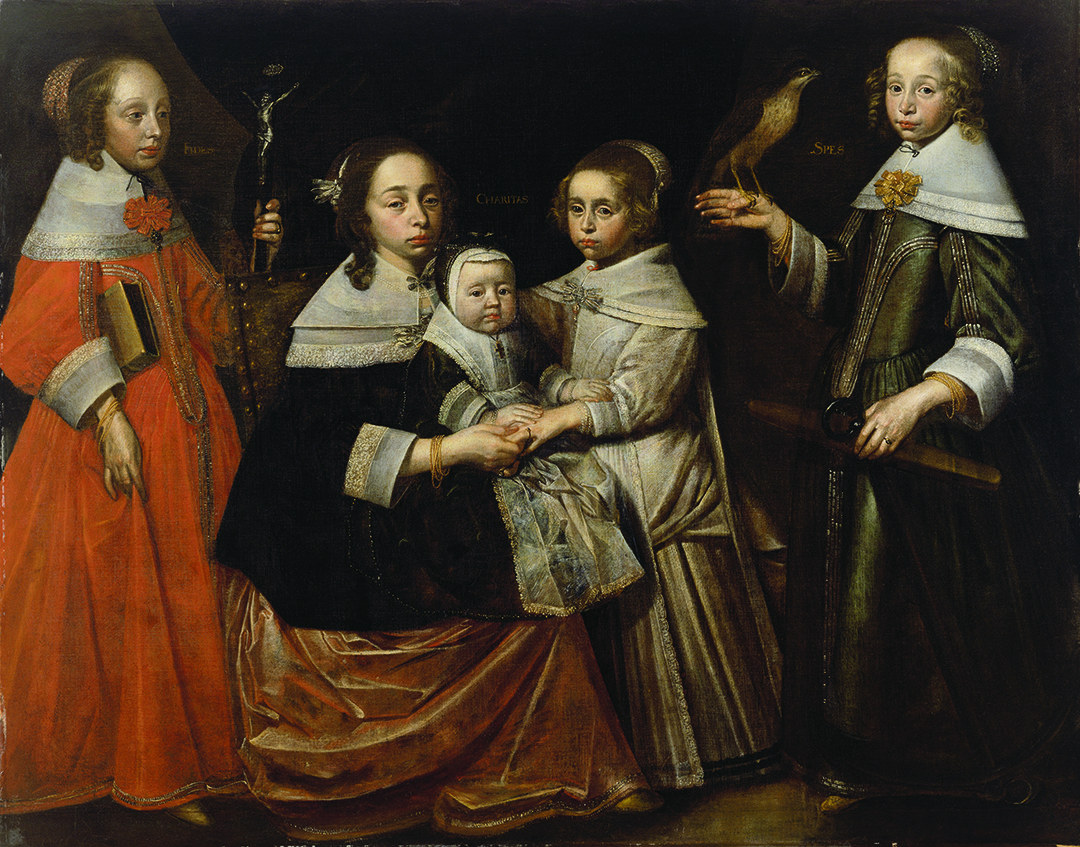
Allegorisch portret van een moeder en haar kinderen als Spes, Fides en Caritas (=Hoop, Geloof en Liefde), een schilderij van Jan Albertsz Rotius

Dat is dus geloven: je eigen leven veranderen en je zonder enige voorwaarde aan God geven.
Tijdens de audiëntie op 13 september 1978 ging Johannes Paulus I in op een van de zeven deugden, het geloof. Aan de hand van de wijze waarop de apostel Paulus en Augustinus van Hippo uiteindelijk bekeerd waren, probeerde Johannes Paulus I het aanwezige publiek uit te leggen, wat de theologische betekenis was van het geloof. Deemoed was daarbij een voorwaarde.
Hij wees er verder op, dat de kerk een belangrijke rol speelde, omdat de kerk en Jezus onlosmakelijk met elkaar verbonden waren. Omdat de kerk gezien moest worden als Mater et Magistra (vertaling: Moeder en Lerares) van het geloof, was het onmogelijk de kerk af te wijzen. Hoewel er binnen die kerk soms misstanden werden geconstateerd, was het de taak van alle gelovigen om de kerk te verbeteren om zo zichzelf te verbeteren. Ongewenste elementen binnen de kerk mochten niet de oorzaak zijn om de kerk minder lief te hebben.

#### 3e audiëntie: De Hoop
Wie vanuit de hoop leeft, die draagt een sfeer van vertrouwen en overgave met zich mee door het leven.
Op 20 september 1978 gaf Johannes Paulus I een toelichting op een van de zeven deugden, de hoop. Aan de hand van uitspraken van Augustinus en Franciscus van Sales wilde hij laten zien, dat hoop onontbeerlijk is. Johannes Paulus weersprak daarbij de opvatting van onder meer Friedrich Nietzsche, die de hoop omschreef als slechts “de deugd van de zwakken” waardoor christenen nutteloze mensen zouden worden voor wie werken aan de wereld onbelangrijk is. Ook de gedachte dat hoop de ontwikkeling van de mens in de weg zou staan wees de paus resoluut af, omdat de christelijke boodschap juist gericht was op de opbouw van de wereld.
Hij waarschuwde echter het publiek dat politieke, economische en sociale bevrijding niet slechts een doel op zich was, maar dat de mens zich tevens moest richten op het toetreden tot het Rijk Gods. De hoop op eeuwig leven en de hoop op een betere toekomst van de wereld moesten, volgens Johannes Paulus, hand in hand gaan.

#### 4e audiëntie: De Liefde
Beminnen wil zeggen er met je hart op uittrekken en naar het voorwerp van je liefde snellen.
Johannes Paulus’ laatste audiëntie op 27 september 1978 stond in het teken van de liefde. Volgens Johannes Paulus I vertelden de levensverhalen van de heiligen hoe zij de ware liefde voor God vonden. Enige kritiek was er ten aanzien van de apostel Petrus, die zijn liefde voor Jezus wel getoond had tijdens zijn glorie, maar wegbleef toen zijn meester aan het kruis werd genageld. Toch beschouwde de paus de liefde voor God niet als een exclusief gegeven; hij wees erop, dat de liefde voor de naaste evenzo belangrijk was, zij het, dat deze liefde van een andere orde was.
De moderne invulling van naastenliefde moest volgens Johannes Paulus aangepast worden in lijn met onder meer het gedachtegoed van paus Paulus VI, zoals verwoord in zijn encycliek Populorum Progressio uit 1967. Daarin werd verwezen naar de hongersnood, de onrechtmatigheid van overmatig privébezit en binnen deze context werd ook de bewapeningswedloop als een schanddaad gezien. Alleen door een helpende hand te bieden richting de noodlijdenden zou ware liefde zich ontwikkelen.
Na een kort gesprek met een van de aanwezige leerlingen van een katholieke school onderstreepte de paus ten slotte dat, evenals de zucht van mensen om steeds beter te wonen of sneller te reizen, de mens er ook naar moest streven meer van God te gaan houden op een volmaakte manier.

## Dood

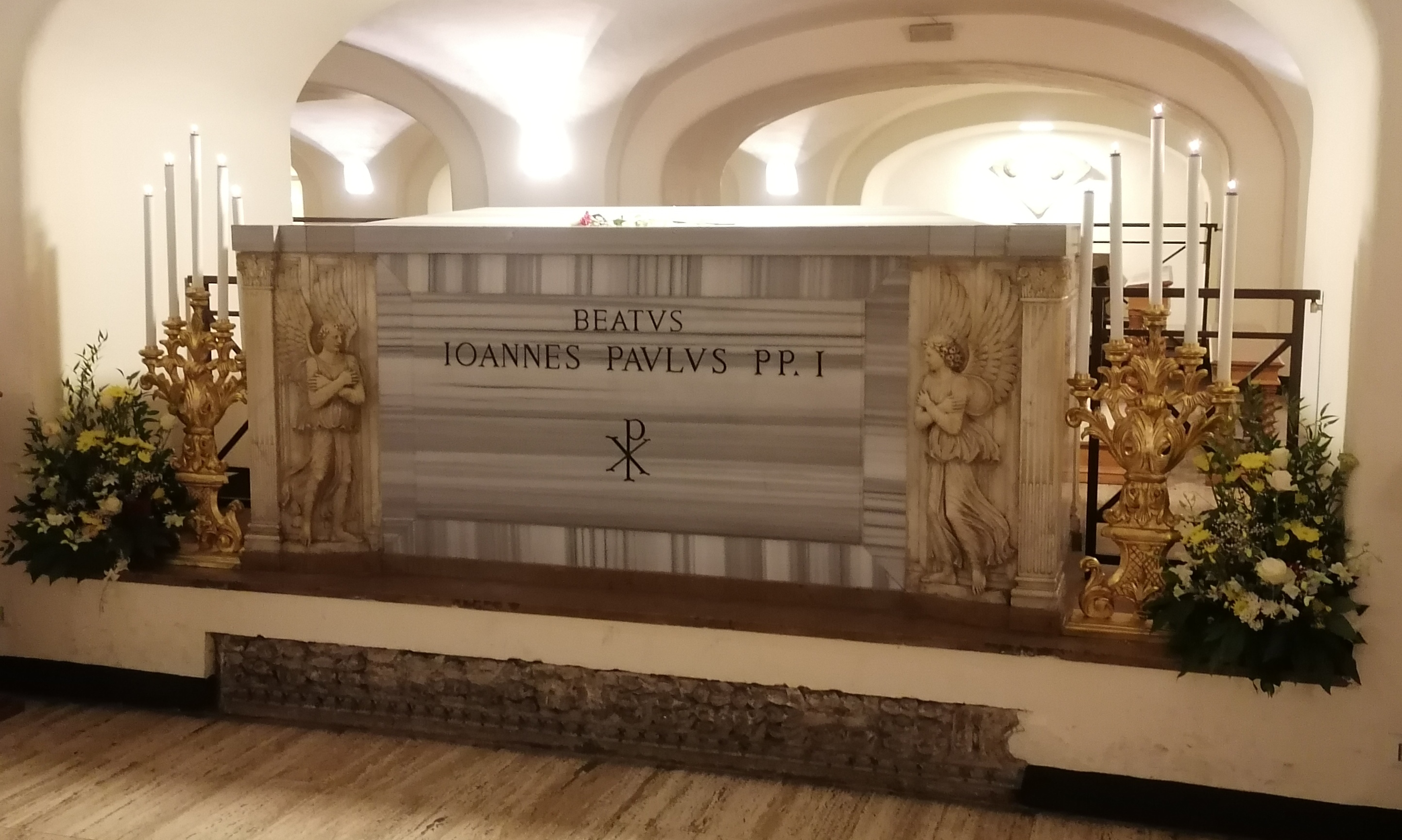
Graf van Johannes Paulus I in de Grotte Vaticane

In de nacht van 28 op 29 september 1978 om kwart voor vijf trof zuster Vincenza Taffarel, die al in dienst was van Albino Luciani sinds 1959, Johannes Paulus I dood aan in zijn bed met in zijn hand wat papieren. Hierop informeerde zij onmiddellijk de particulier secretaris van de paus, Diego Lorenzi. Volgens kardinaal Paul Poupard was het echter de secretaris van de paus, de Ier John Magee, die hem 's ochtends half zittend in zijn bed aantrof met De imitatione Christi van Thomas a Kempis in zijn hand.
Dokter Renato Buzzonetti, verbonden aan het Vaticaan, onderzocht het lichaam en kwam zonder sectie te verrichten tot de conclusie dat Johannes Paulus I overleden was aan een acuut hartinfarct; rond 23.00 uur de avond daarvoor. Hierop werd door kardinaal Jean-Marie Villot, in zijn functie als camerlengo, het nieuws wereldkundig gemaakt.
Doordat Johannes Paulus I al zo vroeg na zijn verkiezing overleed, behoort zijn pausschap tot de kortste tien pontificaten in de geschiedenis van het pausdom. Johannes Paulus I is tot op heden tevens de kortst regerende paus van de moderne tijd.
Op 4 oktober 1978 vond zijn begrafenis en bijzetting plaats. Tijdens de begrafenisdienst wees kardinaal Carlo Confalonieri erop dat het niet de duur van een pontificaat was die de betekenis van een paus bepaalde, maar eerder de invulling die de persoon er aan gaf. Hij vergeleek Johannes Paulus I met een meteoor, die onverwacht de hemel verlicht had en vervolgens verdween, de gelovigen verbaasd en verbijsterd achterlatend. Ook refereerde Confalonieri aan de wijze waarop Johannes Paulus geprobeerd had theologische doctrines te vertalen in een begrijpelijkere taal voor een groter publiek.
Het daarop volgende conclaaf vond plaats van 14 tot 16 oktober 1978 en zou de eerste niet-Italiaanse paus voortbrengen sinds de dood van de uit de Nederlanden afkomstige paus Adrianus VI in 1523: de Poolse kardinaal Karol Józef Wojtyła, die de naam Johannes Paulus II aannam als eerbetoon aan Albino Luciani. Tijdens zijn eerste radiotoespraak op 17 oktober 1978 riep Johannes Paulus II zijn voorganger in herinnering.
Wat kunnen we zeggen over Johannes Paulus I? Hij schijnt pas gisteren uit deze vergadering naar voren te zijn getreden om de zware last van de pauselijke waardigheid op zich te nemen. Maar wat een vlammende caritas, ja, wat een golf van liefde wenste hij voor de wereld in zijn laatste zondagse toespraak vóór het bidden van het Angelus. Hij bevestigde dit nog door de wijze cathechistische onderrichtingen die hij bij publieke audiënties gaf over geloof, hoop en liefde.

### Speculaties rondom het overlijden
De plotselinge dood van Johannes Paulus I leidde er onmiddellijk toe dat de zich verzamelende kardinalen opgeroepen werden – onder meer door een artikel in de Italiaanse krant Corriere della Sera – een autopsie toe te staan om zo de precieze doodsoorzaak vast te stellen. Het College van Kardinalen vroeg vervolgens twee teams van deskundigen om nader advies. Op 2 oktober kwamen de kardinalen bijeen om de adviezen te bespreken. Twee artsen adviseerden tegen een autopsie, omdat de doodsoorzaak al was vastgesteld. Bovendien was het lichaam gebalsemd, wat een betrouwbare schouwing onmogelijk zou maken. Een patholoog-anatoom adviseerde vóór een lijkschouwing, omdat de doodsoorzaak niet zonder nader onderzoek zou kunnen worden vastgesteld. Niettemin besloot het College van Kardinalen, na een stemming, in overgrote meerderheid geen toestemming te geven voor een autopsie, omdat deze voeding zou kunnen geven aan de inmiddels ontstane geruchten over de mogelijk niet-natuurlijke doodsoorzaak van de paus.
In zijn boek Gods wil of mafia? De onverklaarde dood van Johannes Paulus I probeerde David Yallop aan te tonen dat er sprake was van verdachte omstandigheden (lees: "vergiftiging") waarin de paus overleden was. Daarbij werd met een beschuldigende vinger gewezen naar personen binnen en buiten het Vaticaan, die elk een motief leken te hebben om de paus om te brengen. Zo werd kardinaal Jean-Marie Villot genoemd, omdat hij op 28 september 1978 te horen gekregen zou hebben dat hij als kardinaal-staatssecretaris vervangen zou worden door kardinaal Giovanni Benelli. Villots optreden na de ontdekking van de overleden paus, waarbij hij belastende voorwerpen uit de slaapkamer van de paus verwijderd zou hebben, riep bij Yallop vraagtekens op.
Yallop suggereert daarnaast dat Johannes Paulus I wilde breken met het in de encycliek Humanae Vitae uiteengezette anticonceptie-beleid. Volgens Yallop zou de paus van mening zijn geweest dat anticonceptie, gelet op de overbevolking en de enorme kindersterfte, toegestaan moest worden. Deze mogelijke opvatting van Luciani zou op groot verzet binnen de Curie zijn gestuit.
Centraal in Yallops boek staat echter de speculatie dat Johannes Paulus I van plan was geweest op te treden tegen de malversaties binnen het bankwezen van het Vaticaan. Daarbij speelden de beheerder van de Vaticaanse bank Istituto per le Opere Religiose (IOR), aartsbisschop Paul Marcinkus, Licio Gelli, leider van de vrijmetselaarsloge P2, en Michele Sindona en Roberto Calvi een cruciale rol omdat zij allen betrokken waren bij talloze dubieuze bancaire transacties waarbij ook de Italiaanse maffia betrokken was.
In een interview, gepubliceerd in de National Catholic Reporter op 5 september 2003, sprak Diego Lorenzi de beschuldigingen van moord op Johannes Paulus I tegen. Afgezien van de onmogelijkheid om de paus in zijn slaapkamer te benaderen – deze werd immers dag en nacht bewaakt – gaf Lorenzi aan dat David Yallop in zijn boek uitgegaan was van de veronderstelling dat de paus was vermoord en vervolgens geprobeerd had alle bewijzen daarvoor kloppend te maken.

### De dood van de paus verbeeld
De oprichter en zanger van de Britse punk- en rockband The Fall schreef een toneelstuk over Johannes Paulus I met de titel “Hey! Luciani: The Life and Codex of John Paul I”. Het stuk werd in december 1986 twee weken lang in Londen opgevoerd. In het toneelstuk waren liedjes opgenomen die door de band later op een album werden uitgebracht.
In het toneelstuk “The Last Confession” van Roger Crane staat de pausmaker kardinaal Giovanni Benelli centraal, die zijn eigen visie weergeeft op de periode vanaf het conclaaf in augustus 1978 tot aan het conclaaf van oktober 1978. Gesuggereerd wordt dat Benelli overtuigd was van moord op de paus, maar afzag van toestemming voor autopsie omdat dat de positie van de Rooms-Katholieke Kerk zou beschadigen.
In de film The Godfather Part III vormt de vermeende moord op Albino Luciani een motief. Wanneer ene kardinaal Lamberto gekozen wordt tot paus Johannes Paulus I, kondigt hij direct een diepgaand onderzoek aan naar de activiteiten van de Vaticaanse Bank en de rol die diverse Vaticaanse functionarissen daarin vervullen. Om onthullingen te voorkomen wordt de paus 33 dagen na zijn aantreden door vergiftiging van zijn thee om het leven gebracht.
De film The Pope Must Die is een parodie over de gang van zaken rond het leven en overlijden van Johannes Paulus I. Zo zou de pausverkiezing berusten op een misverstand, doordat een slechthorende kardinaal een nietsvermoedende parochiepriester Albinizi uitroept tot de nieuwe paus in plaats van de beoogde kardinaal Albini.
In 2006 werd – onder regie van Giorgio Capitani – een sterk geromantiseerde speelfilm gemaakt over het leven van Albino Luciani, onder de titel Papa Luciani: Il sorriso di Dio (Paus Luciani: De glimlach van God). Deze film werd in delen uitgezonden op Rai Uno.

## Proces van zaligverklaring
Op 26 augustus 2002, de vierentwintigste verjaardag van Luciani's verkiezing tot paus, kondigde Vincenzo Savio, bisschop van Belluno-Feltre, aan dat het proces voor de zaligverklaring van paus Johannes Paulus I was begonnen op lokaal niveau. De eerste postulator in deze zaak was de Pater Salesiaan Pasquale Liberatore. Na diens dood in 2003 werd de behartiging van Luciani's zaak overgenomen door Giorgio Lise, rector van het Papa Luciani Centrum in Belluno. Op 11 november 2006 werd het lokale proces afgerond en het dossier overgedragen aan de Pauselijke Congregatie voor de Heilig- en Zaligsprekingsprocessen. Aan de eis dat aan een kandidaat-zalige een wonder moet worden toegeschreven is inmiddels voldaan. Een man uit het Zuid-Italiaanse Puglia genas volgens artsen en theologen op medisch onverklaarbare wijze van een tumor op voorspraak van Johannes Paulus I. Dit wonder is door de congregatie voor de Heiligsprekingsprocessen erkend en sindsdien wordt Johannes Paulus I door de Kerk vereerd als dienaar Gods.
Voorafgaand aan het Angelus van 28 september 2008 stond toenmalig paus Benedictus XVI stil bij de dertigste sterfdag van Johannes Paulus I. Hij verwees daarbij naar de wapenspreuk van Luciani - Humilitas - en hij prees zijn voorganger als een kampioen van de nederigheid, een eigenschap die Johannes Paulus I "in staat stelde te spreken met iedereen, ook met de kleinen en de vreemdelingen". Eveneens wees hij op Luciani's vermogen tot catechese.
Op 7 november 2017 werd Luciani door paus Franciscus, op voorspraak van de Congregatie voor de Heilig- en Zaligsprekingsprocessen eerbiedwaardig verklaard. Dat is de eerste stap op weg naar een zaligverklaring.
In 2021 werd bekend dat de paus zalig verklaard zou worden, wat op 4 september 2022 gebeurde.

## Publicaties
- Catechetica in briciole, 1949 (nadien: Edizioni Paoline 1979)
- L'origine dell'anima umana secondo Antonio Rosmini. Esposizione e critica, Rome: Pontificia Universitas Gregoriana 1950
- Voorwoord Albino Luciani (praefatio) bij: Dominici Casagrande, Enchiridion marianum biblicum patristicum, Romae: Cor Unum 1974
- Illustrissimi. Lettere del Patriarca, Padova: Messaggero 1976 (Nederlandse vertaling 1978)
- Il carisma della semplicità. Scritti, discorsi e lettere pastorali, Rome: Logos 1978
- Il tempo d'un sorriso. I discorsi del breve pontificato di Giovanni Paolo I (red. Tullio Visconti), Roma: Logos 1978
- Insegnamenti di Giovanni Paolo I. Atti e documenti dei sommi pontefici, Rome: Libreria Editrice Vaticana 1979
- Antonio Ugenti, Il dono della chiarezza, Roma: Logos 1979 (Biografie van de paus; bevat tevens de volgende teksten van Luciani: Catechetica in briciole, Piccolo Sillabo en Le virtù teologali)
- Il dono della chiarezza, Rome: Logos 1979
- Il Buon Samaritano. Corso di esercizi spirituali, Padua: Edizioni Messaggero 1980
- Maria nel mistero di Cristo e della Chiesa, Bari: Ecumenica Ed. 1980
- Testimonianza di Cristo. Discorsi alle religiose, Padova: Messaggero 1981
- La casa sulla roccia: scritti sulla famiglia (red. Rinaldo De Menech), Padova: EMP 1981
- Un vescovo al Concilio. Lettere dal Vaticano II, Rome: Città Nuova 1983
- Opera Omnia (negen delen), Padova: Messaggero 1988/1989
- Con il cuore verso Dio: intuizioni profetiche di Giovanni Paolo I, Vicenza: Pozza 1995

### Nederlandse vertalingen
- Opdat de mensen beter worden. Een onvoltooide catechese, Tegelen: Priorij Nazaret 1978[81]
  - De kunst van het goed zijn... (Audiëntie 6-9-1978)
  - Het geloof... (Audiëntie 13-9-1978)
  - De hoop (Audiëntie 20-9-1978)
  - De liefde (Audiëntie 27-9-1978)
- Joannes-Paulus I. Zijn toespraken tijdens 33 dagen pontificaat, Boxtel: Katholieke Bijbelstichting 1978 (vert. van Il tempo d'un sorriso)
- Brieven aan beroemde mensen, Haarlem: Gottmer 1978 (vert. van Illustrissimi. Lettere del Patriarca)
- God zoeken in het dagelijks werk. Het voorbeeld van Mgr. Escrivá belicht in een artikel door kardinaal Luciani [vertaald uit het Italiaans]; Priester in de ziekenhuizen van Madrid [vertaald uit het Spaans], Tilburg: De Boog 1983

### Over leven en werk van Johannes Paulus I
- C.I.P., Johannes Paulus I: een nieuw tijdperk voor de kerk (C.I.P. Dossier), Brussel : C.I.P. 1978
- Informatiebulletin, Paus Johannes Paulus I (Informatiebulletin Biltstraat 121, Special, jrg. 6, 30 augustus 1978), Utrecht: Afdeling Pers en Publiciteit Secretariaat R.K. Kerkprovincie in Nederland 1978
- J. Coppens, In memoriam sa Sainteté Paul VI 1897-1978. La Sainteté Jean-Paul Ier 1912-1978 (Annua nuntia lovaniensia, dl. 22), Louvain: Peeters 1978
- H.J.J.M. van Straelen, In memoriam Paus Johannes Paulus I. Toespraak, gehouden ter gelegenheid van zijn uitvaart, Lisse: Lisse, Stichting R.K. Priesteropleidingen 1978 (tevens uitgegeven door: Amsterdam: R.K. Initiatief Comité als onderdeel van Pauselijke trilogie)
- T.P. O'Mahony, The new pope. The election, the man, and the future, Dublin: Villa Books 1978
- Peter Hebblethwaite, The year of three popes, Londen: Collins 1978
- Stephen Dean, Pope John Paul I (Pamhlets of the Catholic Truth Society. Biographical series, B:501), Londen: Catholic Truth Society 1978
- Aloys von Euw, Mit Bergschuhen geht man nicht in den Vatikan! Johannes Paul I, Luzern: Rex-Verlag 1979
- Arnold Helbling, Dienst am Menschen. Von Paul VI. zu Johannes Paul II, Freiburg: Kanisius-Verlag 1979
- Paul VI, Johannes Paul I, Johannes Paul II, Wort und Weisung im Jahr 1978, Rome: Libreria Editrice Vaticana/Kevelaer: Butzon & Bercker 1979
- Andrea Lazzarini, Johannes Paul I. Der Papst eines neuen Morgens, Freiburg: Herder 1979
- Michel van der Plas, Rex Brico, Het jaar van de drie pausen, Naarden: A.J.G. Strengholt's boeken 1979
- Jean Bourdarias, Bernard Chevallier, Joseph Vandrisse, Les fumées du Vatican. De Paul VI à Jean Paul II, Parijs: Fayard 1979
- Jean Chélini, Les nouveaux papes. De Jean XXIII à Jean-Paul II, 1958-1978, Parijs: Goujon 1979
- Jac. Nouwens, Ik was de laatste... Adriaen Floriszoon Boeyens lucht zijn gemoed bij Albino Luciani, Hilversum: Gooi & Sticht 1979
- Joseph Ratzinger & Paus Johannes Paulus I, Licht das uns leuchtet. Besinnungen zu Advent und Weihnachten mit einer Betrachtung von Papst Johannes Paul I, Freiburg: Herder 1979
- Andrew M. Greeley, The making of the Popes 1978. The politics of intrigue in the Vatican (gedeeltelijk eerder verschenen in Playboy), Kansas City: Andrews and McMeel 1979 (vert. als: Intriges rond de Stoel van Petrus, Haarlem: Gottmer 1979)
- Jean-Jacques Thierry, Lettres de Rome sur le singulier trépas de Jean-Paul Ier (roman), Parijs: Belfond 1981
- Gordon Thomas, Max Morgan-Witts, (vert. M.R.J. Hofstede), Pontifex, Utrecht: Bruna 1983
- Jean Jacques Thierry, La vraie mort de Jean-Paul Ier, Parijs: J.-C. Godefroy 1984
- David Yallop, In God's name. An investigation into the murder of pope John Paul I, Toronto: Bantam Books 1984 (vertaling: Gods wil of mafia? De onverklaarde dood van Johannes Paulus I, Amsterdam: Van Gennep 1984)
- Guillaume Audisio, Louis Pastor, Robert L. Soebert, Geschiedenis der pausen, Deel XXIII Van Johannes Paulus XXXIII [sic] tot Johannes-Paulus II (vanaf 1958 tot heden), Aartselaar: Vlaams Boekenfonds 1987 (Aan de orde komen Johannes XXIII, Paulus VI, Johannes Paulus I en Johannes Paulus II)
- Vittorio Veneto, Museo diocesano d'arte sacra Albino Luciani. Catalogo sommario '86, Rome: Edizioni C.I.D.A.S. 1986
- Victor J. Willi, Im Namen des Teufels? Kritische Bemerkungen zu David A. Yallops Bestseller "Im Namen Gottes?" Der mysteriöse Tod des 33-Tage-Papstes Johannes Paul I, Stein am Rhein: Christiana-Verlag 1988
- Lucio D'Orazi, In nome di Dio o del diavolo? La morte di Papa Luciani, Rome: Edizioni Logos 1988
- John Cornwell, A thief in the night. The mysterious death of Pope John Paul I, New York: Simon and Schuster 1989 (vert. Als een dief in de nacht. De dood van paus Johannes Paulus I, Antwerpen: Standaard 1989)
- Regina Kummer, Albino Luciani, Papa Giovanni Paolo I. Una vita per la chiesa, Padova: Messagero di Sant'Antonio Editrice 1988 (vertaald in het Duits als Papst Johannes Paul I. Ein Leben für die Kirche, Graz: Verlag Styria 1991)
- Jesús López Sáez, Se pedira cuenta: muerte y figura de Juan Pablo I, Madrid: Editorial Orígenes 1991
- Liliane Schraûwen, Le mystère Jean-Paul 1er, Alleur, Belgique: Marabout 1995
- Guido Knopp, De macht van de pausen (Duitse televisiedocumentaire, Nederlands ondertiteld, twee videocassettes, 200 min., tevens bekend als De macht van de paus; over Johannes XXIII, Paulus VI, Johannes Paulus I en Johannes Paulus II), KRO 1998
- Luigi Incitti, Papa Luciani, una morte sospetta. Le responsabilità di Paolo VI e Giovanni Paolo II, Roma: L'Airone 2001
- Raymond en Lauretta Seabeck, The Smiling Pope, the life and teaching of John Paul I, Huntington (Ind.): Our Sunday Visitor Publishing 2004
- Lucien Gregoire, Murder in the Vatican. The Revolutionary Life of John Paul I & The CIA, Opus Dei and the 1978 Murders, Bloomington: AuthorHouse 2005
- Luís Miguel Rocha, Jorge Salvetti, Ramón Colli, La muerte del Papa : una novela (roman), Buenos Aires: Suma de Letras 2006
- Renato Donazzon (met een voorwoord van Nicola Scopelliti), Un libro con Papa Luciani, 2010